# Atletiek op de Paralympische Zomerspelen 2024 - 400 m mannen T54
De 400 meter voor mannen klasse T54 op de Paralympische Zomerspelen 2024 vond plaats van op 1 september in het Stade de France. Deze klasse is voor atleten met onderbreking van de zenuwen in de lagere delen van de rug, zonder beenfunctie, maar met een bijna volledige armfunctie en een redelijke tot normale rompfunctie. De winnaar van 2020 was Daniel Romanchuk uit de Verenigde Staten. Hij werd opgevolgd door Dai Yunqiang uit China, de Athiwat Paeng-Nuea behaalde het zilver en Daniel Romanchuk won de bronzen medaille.

## Records
Voorafgaand aan het toernooi waren dit het wereldrecord en het Paralympisch record.
| Wereldrecord        | Tunesië Yassine Gharbi      | 43.46 | Sharjah | 19 maart 2018    |
| Paralympisch record | Thailand Athiwat Paeng-nuea | 44.87 | Tokio   | 29 augustus 2012 |

## Series
De eerste drie van beide series kwalificeerden zich direct voor de finale. Van de overgebleven atletes kwalificeerden bovendien de twee snelsten zich voor de finale.

#### Serie 1
| Rang | Baan | Naam                | Naam | Tijd  | Bijz.    |
| ---- | ---- | ------------------- | ---- | ----- | -------- |
| 1    | 7    | Daniel Romanchuk    | USA  | 45.18 | Q        |
| 2    | 8    | Athiwat Paeng-Nuea  | THA  | 45.68 | Q        |
| 3    | 2    | Yassine Gharbi      | TUN  | 46.23 | Q        |
| 4    | 3    | Zhang Ying          | CHN  | 47.41 |          |
| 5    | 4    | Putharet Khongrak   | THA  | 47.46 |          |
| 6    | 9    | Daniel Sidbury      | GBR  | 48.05 |          |
| 7    | 6    | Luke Bailey         | AUS  | 48.11 | PB       |
| —    | 5    | Sibhatu Weldemariam | ERI  | DSQ   | R18.2(c) |

### Serie 2
| Rang | Baan | Naam                        | Naam | Tijd  | Bijz.    |
| ---- | ---- | --------------------------- | ---- | ----- | -------- |
| 1    | 8    | Nathan Maguire              | GBR  | 45.47 | Q, PB    |
| 2    | 6    | Dai Yunqiang                | CHN  | 45.52 | Q, PB    |
| 3    | 3    | Hu Yang                     | CHN  | 46.34 | Q        |
| 4    | 2    | Phiphatphong Sianglam       | THA  | 47.21 | q        |
| 5    | 4    | Juan Pablo Cervantes García | MEX  | 47.30 | q, SB    |
| 6    | 5    | Faisal Alrajehi             | KUW  | 48.29 |          |
| —    | 7    | Mamudo Balde                | POR  | DSQ   | R18.2(c) |

## Finale
| Rang   | Baan | Naam                        | Naam | Tijd  | Bijz.  |
| ------ | ---- | --------------------------- | ---- | ----- | ------ |
| Goud   | 7    | Dai Yunqiang                | CHN  | 44.55 | PR, PB |
| Zilver | 8    | Athiwat Paeng-Nuea          | THA  | 44.67 | SB     |
| Brons  | 6    | Daniel Romanchuk            | USA  | 45.11 |        |
| 4      | 5    | Nathan Maguire              | GBR  | 45.78 |        |
| 5      | 4    | Yassine Gharbi              | TUN  | 45.99 |        |
| 6      | 9    | Hu Yang                     | CHN  | 46.06 |        |
| 7      | 2    | Phiphatphong Sianglam       | THA  | 46.59 |        |
| 8      | 3    | Juan Pablo Cervantes García | MEX  | 48.45 |        |